# Derecho a morir
El derecho a morir es un concepto ético y jurídico que sostiene la libertad de un ser humano para acabar con su vida o para someterse a eutanasia voluntaria. Habitualmente se alude a la posesión de este derecho por parte de personas con una enfermedad terminal o sin la voluntad de continuar viviendo, a las que se puede permitir acabar con su propia vida, rechazar un tratamiento que prolongue su vida o el uso del suicidio asistido o la eutanasia. La cuestión de quién debería poder ejercer este derecho suele ser central en el debate.
Algunos académicos y filósofos, como David Benatar, consideran este debate en los términos del antinatalismo. Debido a que los seres humanos no tienen capacidad de agencia en su nacimiento, nadie debería tener autoridad sobre la decisión de una persona de continuar viviendo o de morir.

Los defensores del derecho a morir suelen asociarlo con la idea de que el propio cuerpo y la propia vida son únicamente propiedad de uno mismo y se debe disponer de ellos como se considere conveniente, entendiendo que el derecho a la vida no implica un deber o una obligación a vivir. Aun así, se suele contraponer un interés estatal legítimo que impida los suicidios irracionales. Por ejemplo, Avital Pilpel y Lawrence Amsel consideran: 
 Los defensores contemporáneos del suicidio racional o del derecho a morir generalmente exigen por racionalidad que la decisión de matarse uno mismo sea una elección autónoma del agente (es decir, que no se deba a una presión del médico o de la familia para "hacer lo correcto" y suicidarse), que la elección sea la "mejor opción en esas circunstancias" (deseada por los estoicos o los utilitarios), así como otras condiciones naturales, como que la decisión sea estable, que no sea una decisión impulsiva, que no se deba a una enfermedad mental, que se lleve a cabo tras una deliberación, etc.
Las posturas religiosas en torno al suicidio varían desde las prácticas hinduistas y jainistas de suicidio no violento a través del ayuno (prayopavesa y salekana, respectivamente) hasta considerarlo un pecado grave, como en el catolicismo.

## Ética
La preservación de la vida y el valor de la vida han llevado a numerosos adelantos médicos a la hora de tratar a pacientes. Nuevos dispositivos y el desarrollo de los cuidados paliativos han permitido vivir más que antes, incluidos los casos de inconsciencia o estado vegetativo. Sin embargo, el desarrollo de la tecnología médica también ha abierto el debate sobre la calidad de vida de un paciente cuando ya no está consciente, cuando se le prolonga la vida innecesariamente o cuando está agonizando física o emocionalmente. 
En este sentido, el derecho a la autodeterminación cuestiona la definición de calidad de vida y de sacralidad de la vida. Los defensores del derecho a morir afirman que el derecho a vivir no es sinónimo de obligación a vivir, y se debe entonces tener igualmente derecho a morir.
Sin embargo, algunas posturas éticas plantean si el derecho a morir puede coexistir con el derecho a la vida. Se argumenta que el derecho a la vida es inalienable, al que no se puede renunciar y, por tanto, sería incompatible con el derecho a morir.
Un segundo debate dentro de la bioética plantea si el derecho a morir es universal o si sólo es aplicable bajo algunas circunstancias (como una enfermedad terminal).
El derecho a morir se respalda o se rechaza con muchos argumentos. Entre los argumentos a favor figuran:
1. Si se tiene derecho a vivir, entonces se debe tener derecho a morir.
2. La muerte es un proceso natural que forma parte de vida, así que no deberían existir leyes que impidan a una persona acabar con ella.
3. Lo que alguien hace al final de su vida, no debería ser un asunto que concierna a los demás.
4. Si la eutanasia o el suicidio asistido estuviera estrictamente controlada, se evitaría que se buscasen métodos alternativos, los cuales podrían no ser legales.[3]

Los argumentos en contra incluyen:
1. Si se permitiera este derecho, incluso en circunstancias restringidas, podría expandirse y tener consecuencias nefastas.
2. Podría dar pie a presionar a personas para acabar con su vida, lo que es ética y médicamente inmoral.
3. Se estaría "desechando" a personas porque se considera que ya no son capaces de ser parte de la sociedad.
4. Se disminuiría la oferta de cuidados paliativos debido a que los pacientes terminales podrían ejercer su derecho a morir.[3][6]